# Le Rialet
Le Rialet település Franciaországban, Tarn megyében. Lakosainak száma 63 fő (2022. január 1.). Le Rialet Boissezon, Cambounès, Lasfaillades, Pont-de-Larn és Le Vintrou községekkel határos.

## Népesség
A település népességének változása:
| Lakosok száma | 51   | 54   | 55   | 55   | 55   | 54   | 57   | 60   | 63   |
|               | 2013 | 2015 | 2016 | 2017 | 2018 | 2019 | 2020 | 2021 | 2022 |